# C. Douglass Buck
Clayton Douglass Buck, född 21 mars 1890 i New Castle County, Delaware, död 27 januari 1965 i New Castle County, Delaware, var en amerikansk republikansk politiker. Han var guvernör i delstaten Delaware 1929-1937. Han representerade Delaware i USA:s senat 1943-1949.
Buck studerade i två år vid University of Pennsylvania och deltog i första världskriget i USA:s armé. Han gifte sig med senator T. Coleman du Ponts dotter Alice. Paret fick två barn.
Buck vann överlägset mot demokraten Charles M. Wharton i guvernörsvalet i Delaware 1928. Han besegrade sedan Landreth L. Layton i guvernörsvalet 1932. Han efterträddes 1937 som guvernör av demokraten Richard McMullen.
Buck besegrade E. Ennalls Berl i senatsvalet 1942 och efterträdde James H. Hughes som senator för Delaware i januari 1943. Han ställde upp för omval i senatsvalet 1948 men förlorade mot utmanaren J. Allen Frear.